# Pamfos
Pamfos (Πάμφως en llatí Pamphos) va ser un poeta grec molt antic, que Pausànias situa com a posterior a Olen, i anterior a Homer.
El seu nom és connectat particularment a l'Àtica i se l'atribueixen nombrosos himnes preservats pels atenesos, entre els quals un himne a Demèter, un a Àrtemis, un a Posidó, un a Zeus, un a Eros, un a les Gràcies i altres. El nom correcte en llatí era Pamphos i no Pamphus.